# Кравченко Сергій Миколайович
Сергі́й Микола́йович Кра́вченко (16 березня 1975, Олександрія, Кіровоградська область, Українська РСР — 29 травня 2014, Слов'янськ, Донецька область, Україна) — український військовий льотчик гвардії, капітан Національної гвардії України, старший бортовий технік гелікоптеру Мі-8.

## Життєпис
Народився 16 березня 1975 року в місті Олександрія. З 1987 по 1992 рік навчався у середній школі № 2 імені М. Горького. Випускник Київського інституту військово-повітряних сил. Займався моделюванням, збирав моделі вертольотів.
Гвардії капітан, старший бортовий технік — інструктор екіпажу гелікоптера Мі-8МТ вертолітної ескадрильї військової частини 2269 Національної гвардії України, Гвардійська авіабаза НГУ, м. Олександрія.
З 12 по 28 квітня та з 21 травня 2014 року як старший бортовий авіаційний технік вертольота Мі-8МТ (борт «16») брав участь в антитерористичній операції на Сході України.
Загинув 29 травня 2014 року поблизу міста Слов'янськ Донецької області.
29 травня, близько 12:30, поблизу Слов'янська, після розвантаження продуктів харчування на блокпост та проведення ротації особового складу, повертаючись з району гори Карачун, при наборі висоти був обстріляний з лісосмуги та підбитий терористами з ПЗРК гелікоптер Мі-8МТ (борт «16») Національної гвардії України. Екіпаж до останньої миті намагався врятувати бойову машину і людей, які перебували на борту. Під час падіння вибухнули паливні баки. В результаті події загинуло 12 чоловік: командир екіпажу полковник Сергій Бульдович, борт-технік капітан Сергій Кравченко, генерал-майор Сергій Кульчицький, ще троє військовослужбовців Національної гвардії та шість представників спецпідрозділу МВС України (колишній спецпідрозділ «Беркут»). Штурман екіпажу старший лейтенант Олександр Макеєнко залишився живим та у тяжкому стані був доправлений до лікарні міста Харків.
В Олександрії було оголошено триденну жалобу, 31 травня на плацу військової частини прощались з двома льотчиками, капітана Кравченка поховали на олександрійському міському кладовищі.
Залишились мати, яка втратила єдиного сина, дружина та двоє синів, молодший народився у березні 2014 року.

## Нагороди та відзнаки
- Орден «За мужність» І ст. (20 червня 2014) — за особисту мужність і героїзм, виявлені у захисті державного суверенітету та територіальної цілісності України, вірність військовій присязі та незламність духу (посмертно)[8]
- Наказом командувача Нацгвардії капітана Кравченка навічно зараховано до списку особового складу вертолітної ескадрильї військової частини 2269.
- недержавна нагорода — медаль «За визволення Слов'янська» (посмертно).

## Вшанування пам'яті
14 листопада 2014 року на Донеччині, поблизу Слов'янська було урочисто відкрито і освячено перший меморіал жертвам «неоголошеної війни» на Сході Україні — пам'ятний хрест, встановлений на місці, де впав збитий російськими бойовиками вертоліт Нацгвардії.
27 травня 2015 року на фасаді ЗНЗ I—III ступенів № 2 ім. Горького було відкрито меморіальну дошку на честь Сергія Кравченка, йому присвячено стенд в шкільному музеї.
29 травня 2017 року в Олександрії на території військової частини 2269 відбулося урочисте відкриття пам'ятного знаку на честь гвардійців, котрі загинули під час виконання службових обов'язків, серед них ім'я Сергія Кравченка.